# Giro
För andra betydelser, se Giro (olika betydelser).
Giro, it. (giro), lat. (gyrus), "krets, kretslopp, omflyttning" är ett sätt att överföra pengar.

## Historisk användning
I bankväsendet betydde giro ursprungligen överflyttning av hos banken förvarade kontanta medel från en deponents konto till en annans. Detta praktiserades i Europa hos så kallade girobanker.
Även i det moderna bankväsendet förekom tidigt en omfattande girorörelse av liknande art, men den skilde sig från den gamla formen bland annat genom att bankkundens tillgodohavande inte behövde bestå i kontanter, utan kunde utgöras även av andra medel (exempelvis diskonterade växlar).
I denna nu föråldrade form av giro förfogade kunden över sitt tillgodohavande antingen genom att överflytta en summa från sitt eget till någon annans konto, vilket skedde genom utställande av en check av särskilt slag eller genom uttagande av kontanta belopp genom anvisning i vanlig checkform.
Giron har använts i Egypten sedan det första århundradet. I modern tid var Österrike först ut med postgiro 1883. Efter det följde en rad länder efter: Schweiz 1906, Tyskland 1909, Belgien 1913, Nederländerna och Frankrike 1918, Danmark 1920, Sverige 1925 och Norge 1943.

## Nutid
Giro är ett sätt att överföra ett penningbelopp från ett bankkonto till ett annat, till exempel när man ska betala en räkning från sitt personliga bankkonto till ett företag.
Betalaren fyller i sitt eget kontonummer, mottagarkonto och beloppet som ska betalas. Uppdraget skickas till banken som gör penningöverföringen.

### Populära giro-tjänster i Sverige
- Bankgirot
- Autogiro
- PlusGirot
- KassaGirot
- PrivatGirot
- KuvertGiro